# Wereldkampioenschappen zwemmen 2025 – 4×100 meter wisselslag vrouwen
De 4×100 meter wisselslag vrouwen op de wereldkampioenschappen zwemmen 2025 vond plaats op 3 augustus 2025 in Singapore. De acht snelste ploegen in de series kwalificeerden zich voor de finale.

## Records
Voorafgaand aan het toernooi waren dit het wereldrecord en het kampioenschapsrecord
| Wereldrecord         | Verenigde Staten | 3.49,63 | Parijs  | 4 augustus 2024 |
| Kampioenschapsrecord | Verenigde Staten | 3.50,40 | Gwangju | 28 juli 2019    |

## Uitslagen

### Series
| Rang | Serie | Baan | Land                | Namen | Tijd         | Bijz.        |
| ---- | ----- | ---- | ------------------- | --- | ------------ | ------------ |
| 1    | 3     | 4    | Verenigde Staten    | Katharine Berkoff (58,29) Lilly King (1.06,46) Claire Curzan (56,90) Simone Manuel (52,84)                       | 3.54,49      | Q            |
| 2    | 2     | 4    | Australië           | Kaylee McKeown (59,06) Sienna Toohey (1.06,95) Alexandria Perkins (56,73) Mollie O'Callaghan (53,06)             | 3.55,80      | Q            |
| 3    | 3     | 2    | Duitsland           | Lise Seidel (1.00,98) Anna Elendt (1.05,34) Angelina Köhler (56,27) Nina Holt (53,85)                            | 3.56,44      | Q            |
| 4    | 3     | 5    | China               | Wan Letian (59,87) Yang Chang (1.06,49) Yu Yiting (57,18) Wu Qingfeng (53,16)                                    | 3.56,70      | Q            |
| 5    | 3     | 3    | Japan               | Miki Takahashi (1.01,01) Satomi Suzuki (1.05,50) Mizuki Hirai (56,45) Nagisa Ikemoto (53,89)                     | 3.56,85      | Q            |
| 6    | 2     | 5    | Canada              | Kylie Masse (59,37) Sophie Angus (1.06,72) Ella Jansen (58,60) Mary-Sophie Harvey (53,63)                        | 3.58,32      | Q            |
| 7    | 2     | 2    | Verenigd Koninkrijk | Lauren Cox (1.00,08) Angharad Evans (1.06,03) Emily Richards (58,88) Freya Anderson (54,01)                      | 3.59,00      | Q            |
| 8    | 1     | 3    | Neutrale vlag       | Alina Gaifutdinova (1.00,12) Evgeniia Chikunova (1.06,71) Arina Surkova (57,81) Milana Stepanova (54,72)         | 3.59,36      | Q            |
| 9    | 1     | 4    | Zuid-Afrika         | Olivia Nel (1.00,33) Rebecca Meder (1.07,63) Erin Gallagher (57,31) Aimee Canny (54,20)                          | 3.59,47      | AF           |
| 10   | 3     | 8    | Italië              | Anita Gastaldi (1.00,95) Lisa Angiolini (1.07,45) Costanza Cocconcelli (57,60) Emma Virginia Menicucci (54,12)   | 4.00,12      |              |
| 11   | 3     | 6    | Zweden              | Hanna Rosvall (1.01,79) Sophie Hansson (1.07,30) Louise Hansson (56,92) Sofia Åstedt (54,30)                     | 4.00,31      |              |
| 12   | 2     | 7    | Hongarije           | Dóra Molnár (1.02,04) Henrietta Fangli (1.06,63) Panna Ugrai (58,21) Lilla Minna Ábrahám (54,34)                 | 4.01,22      | NR           |
| 13   | 3     | 1    | Denemarken          | Schastine Tabor (1.01,72) Clara Rybak-Andersen (1.07,24) Helena Rosendahl Bach (58,12) Julie Kepp Jensen (54,62) | 4.01,70      |              |
| 14   | 3     | 9    | Israël              | Aviv Barzelay (1.02,10) Anastasia Gorbanko (1.06,49) Arielle Hayon (58,59) Lea Polonsky (55,25)                  | 4.02,43      |              |
| 15   | 1     | 5    | Zuid-Korea          | Kim Seung-won (1.00,29) Ko Ha-ru (1.08,97) Kim Do-yeon (59,56) Hur Yeon-kyung (55,54)                            | 4.04,36      |              |
| 16   | 3     | 7    | Polen               | Adela Piskorska (1.01,81) Barbara Mazurkiewicz (1.07,65) Zuzanna Famulok (1.00,02) Wiktoria Guść (55,92)         | 4.05,40      |              |
| 17   | 2     | 0    | Spanje              | Carmen Weiler (1.00,69) Jimena Ruiz (1.10,12) Laura Cabanes (59,51) Maria Daza Garcia (55,17)                    | 4.05,49      |              |
| 18   | 2     | 8    | Griekenland         | Theodora Drakou (1.01,46) Nikoletta Pavlopoulou (1.10,82) Georgia Damasioti (58,67) Anna Ntountounaki (55,25)    | 4.06,20      |              |
| 19   | 3     | 0    | Singapore           | Levenia Sim (1.03,39) Letitia Sim (1.07,87) Quah Jing Wen (59,21) Quah Ting Wen (56,25)                          | 4.06,72      |              |
| 20   | 2     | 1    | Hongkong            | Sum Yuet Cindy Cheung (1.02,93) Candice Gao (1.12,64) Hoi Ching Yeung (1.00,63) Li Sum Yiu (55,38)               | 4.11,58      |              |
| 21   | 2     | 6    | Nederland           | Niet gestart | Niet gestart | Niet gestart |

### Finale
| Rang   | Baan | Land                | Namen                                                                                                   | Tijd    | Bijz. |
| ------ | ---- | ------------------- | --- | ------- | ----- |
| Goud   | 4    | Verenigde Staten    | Regan Smith (57,57) Kate Douglass (1.04,27) Gretchen Walsh (54,98) Torri Huske (52,52)                  | 3.49,34 | WR    |
| Zilver | 5    | Australië           | Kaylee McKeown (57,69) Ella Ramsay (1.06,49) Alexandria Perkins (56,26) Mollie O'Callaghan (52,23)      | 3.52,67 |       |
| Brons  | 6    | China               | Peng Xuwei (59,94) Tang Qianting (1.05,48) Zhang Yufei (56,32) Cheng Yujie (53,03)                      | 3.54,77 |       |
| 4      | 8    | Neutrale vlag       | Alina Gaifutdinova (59,87) Evgeniia Chikunova (1.06,19) Daria Klepikova (55,95) Daria Trofimova (53,16) | 3.55,17 |       |
| 5      | 7    | Canada              | Kylie Masse (58,77) Sophie Angus (1.06,52) Summer McIntosh (57,35) Taylor Ruck (52,99)                  | 3.55,63 |       |
| 6      | 3    | Duitsland           | Lise Seidel (1.01,02) Anna Elendt (1.04,90) Angelina Köhler (56,88) Nina Holt (53,22)                   | 3.56,02 |       |
| 7      | 2    | Japan               | Miki Takahashi (1.01,78) Satomi Suzuki (1.05,57) Mizuki Hirai (56,46) Nagisa Ikemoto (53,82)            | 3.57,63 |       |
| 8      | 1    | Verenigd Koninkrijk | Lauren Cox (59,59) Angharad Evans (1.06,38) Emily Richards (58,12) Freya Anderson (53,86)               | 3.57,95 |       |